# Матлаб (город)
Матлаб (бенг. মতলব, англ. Matlab) — город на востоке Бангладеш, административный центр одноимённого подокруга. Площадь города равна 3,26 км². По данным переписи 2001 года, в городе проживало 52 296 человек, из которых мужчины составляли 49,42 %, женщины — соответственно 50,58 %. Плотность населения равнялась 16 042 чел. на 1 км². Уровень грамотности населения составлял 61,4 % (при среднем по Бангладеш показателе 43,1 %). 